# 2559 Свобода
2559 Свобода (2559 Svoboda) — астероїд головного поясу, відкритий 23 жовтня 1981 року.
Тіссеранів параметр щодо Юпітера — 3,295.